# Syd Matters
シド・マターズ（Syd Matters）は、作曲家ジョナサン・モラリ (Jonathan Morali)が率いるフランスのバンドである。バンドメンバーは、ジャン＝イヴ・ロザック (Jean-Yves Lozac'h)、オリヴィエ・マルグリット (Olivier Marguerit)、レミ・アレクサンドル (Remi Alexandre)、クレメント・カール (Clement Carle)。シド・マターズという名前は、ピンク・フロイドのメンバーであるシド・バレットとロジャー・ウォーターズの名前に由来している。 

## 2001年-2005年：ジョナサン・モラリのソロ・プロジェクトとしてのスタート
シド・マターズは、バンドのフロントマン、ジョナサン・モラリのペンネームでもある。モラリは1980年5月22日にパリで生まれた。当初は小さなバーなどで演奏していたが、フランスの雑誌『Les Inrockuptibles』によるコンテストで優勝、サード・サイド・レコード (Third Side Records)と契約した。彼の最初のリリース作品は、2002年のEP『Fever In Winter, Shiver In June』である。2003年には11曲からなるファースト・アルバム『A Whisper and A Sigh』をリリースした。このアルバムがリリースされた後、モラリは同名のクインテットによるバンド、シド・マターズを結成した。2005年5月初旬、モラリは2枚目のアルバム『Someday We Will Foresee Obstacles』をリリース。このアルバムがバンド体制での最初のアルバムとなった。フォークとメランコリック・ポップをミックスしたモラリの音楽は、 エレクトロニック・ミュージックのルーツに忠実でありながら、スロー・メロディーとアコースティックな楽器を組み合わせたものだった。モラリは、フランスのロックバンド、「Tahiti Boy and the Palmtree Family」のメンバーでもあった。

## 2005年-現在
2006年6月16日、アメリカで『Syd Matters』という名前のコンピレーションCDをリリース。前2作のアルバムから複数の曲を収録した1枚もののディスクで、V2 North Americaというレーベルからのリリースとなった。2008年1月、アルバム『Ghost Days』をリリース。2011年3月16日、シド・マターズは最新アルバム『Brotherocean』をリリースした。 彼の他の作品には、2005年にリリースされた「Little Lights」のアーネ・ブルンとのデュエットがある。 

## メディアでの使用
シド・マターズの楽曲「Obstacles」と「To All of You」は、Dontnod Entertainmentの2015年のビデオゲーム『ライフ イズ ストレンジ』に使用された。モラリはこのゲームの音楽を担当した。『ライフ イズ ストレンジ』のサウンドトラックは、「2015 PlayStation Universe awards」で最優秀サウンドトラック賞、「Game Informer Best of 2015」で最優秀サウンドトラック賞、「Titanium」で最優秀サウンドトラック賞を受賞するなど数多くの賞を受賞、高く評価された。これに続いて、モラリは、監督レミ・シャイエと共同で2015年のアニメ映画『ロング・ウェイ・ノース 地球のてっぺん』の音楽作曲も担当、この映画のサウンドトラックにはシド・マターズの2つの楽曲がを含れている。

## 評価
シド・マターズはデビュー以来、実験的なジャンルのアーティストとして批評家によって継続的に評価されてきた。彼らのセカンド・アルバム『Someday We Will Foresee Obstacles』は、『ミュージック・ウィーク』第32号でのレビューを受けて注目を集める様になった。シド・マターズのユニークな音楽性は、プログレッシブ・ロックやダブミュージックやトラディショナル・ポップ などのジャンルから影響を受けていると言われている一方で、 シンガーソングライター・アーティストとも似ているとも言われる。しかし、その中心は、民俗音楽と電子音楽のミックスであると評されることが多い。シド・マターズは、 フリート・フォクシーズ、Fionn Regan、グランダディ、ザ・フレーミング・リップス、ニック・ドレイクなどのアーティストと比較されることもある。    

## ディスコグラフィ

### スタジオ・アルバム
- A Whisper and A Sigh (2003年)
- Someday We Will Foresee Obstacles (2006年)
- Ghost Days (2008年)
- Brotherocean (2011年)

### EP
- Fever in Winter, Shiver in June (2002年)
- Everything Else (2007年)

### コンピレーション・アルバム
- Syd Matters (2006年)

### サウンドトラック
- La Question Humaine (2007年)